# Clayton (Indiana)
Clayton és una població dels Estats Units a l'estat d'Indiana. Segons el cens del 2000 tenia 693 habitants.

## Demografia
Segons el cens del 2000, Clayton tenia 693 habitants, 258 habitatges, i 199 famílies. La densitat de població era de 535,1 habitants per km².
Dels 258 habitatges en un 39,5% hi vivien nens de menys de 18 anys, en un 59,7% hi vivien parelles casades, en un 11,2% dones solteres, i en un 22,5% no eren unitats familiars. En el 20,2% dels habitatges hi vivien persones soles el 7% de les quals corresponia a persones de 65 anys o més que vivien soles. El nombre mitjà de persones vivint en cada habitatge era de 2,69 i el nombre mitjà de persones que vivien en cada família era de 3,08.
Per edats la població es repartia de la següent manera: un 30% tenia menys de 18 anys, un 6,2% entre 18 i 24, un 34,3% entre 25 i 44, un 19,3% de 45 a 60 i un 10,1% 65 anys o més.
L'edat mediana era de 34 anys. Per cada 100 dones de 18 o més anys hi havia 90,2 homes.
La renda mediana per habitatge era de 45.066 $ i la renda mediana per família de 47.039 $. Els homes tenien una renda mediana de 40.417 $ mentre que les dones 24.500 $. La renda per capita de la població era de 21.387 $. Entorn del 2,8% de les famílies i el 4,9% de la població estaven per davall del llindar de pobresa.

## Poblacions més properes
El següent diagrama mostra les poblacions més properes.